# Pedro Madrazo
Pedro de Madrazo y Kuntz (ur. 11 października 1816 w Rzymie, zm. 30 sierpnia 1898 w Madrycie) – hiszpański malarz i krytyk sztuki.
Pochodził z rodziny o tradycjach artystycznych, jego ojcem był neoklasyczny malarz José Madrazo, a braćmi Federico i Luis Madrazo. Jego bratankowie Raimundo i Ricardo Madrazo również zostali malarzami, a siostrzenica Cecilia była matką malarza Marià Fortuny.
Urodził się w Rzymie, gdzie jego ojciec przebywał przez kilka lat wspierany finansowo przez króla Karola IV. Pracował jako nauczyciel sztuki i razem z bratem Federico założył czasopismo El artista. Później kierował Muzeum Sztuki Nowoczesnej w Madrycie, od 1842 r. był członkiem Królewskiej Akademii Sztuk Pięknych św. Ferdynanda.